# سیستم استاندارد اتصال بین‌المللی

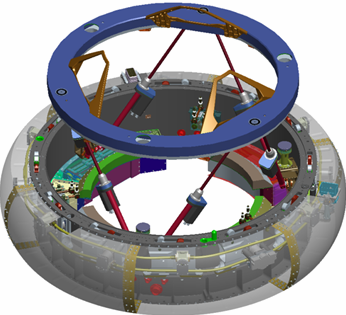
نمودار پیکربندی IDSS

سیستم استاندارد اتصال بین‌المللی یا سیستم استاندارد اتصال (IDSS), (انگلیسی: International Docking System Standard) استاندارد بین‌المللی سیستم بارگیری (IDSS) یک استاندارد بین‌المللی برای آداپتورهای اتصال به فضاپیما است. این سیستم توسط هیئت هماهنگی چند جانبهٔ ایستگاه فضایی بین‌المللی، به نمایندگی از سازمان‌های همکار ایستگاه فضایی بین‌المللی ایجاد شده‌است. ناسا، روسکوسموس، جاکسا، ایسا و آژانس فضایی کانادا. هدف این طرح این است که همهٔ آژانس‌های همکاری کننده سیستم‌های اتصال خود را در آینده با IDSS سازگار کنند.

## تاریخچه و توسعه
IDSS در ابتدا در سال ۲۰۱۰ تدوین شد. در سال ۲۰۱۰، هیئت هماهنگی چندجانبه ایستگاه فضایی بین‌المللی (MCB) با هدف ایجاد یک استاندارد واحد برای اتصال فضاپیماها، استاندارد IDSS را معرفی کرد. این استاندارد به‌منظور تسهیل همکاری بین‌المللی و اطمینان از سازگاری بین سیستم‌های اتصال فضاپیماهای مختلف طراحی شده است. طراحی این سیستم تا حد زیادی از فناوری APAS روسیه الهام گرفته شده که در مأموریت‌های قبلی ناسا و شوروی مورد استفاده قرار گرفته بود.

## طرح و ویژگی‌های فنی
مکانیسم اتصال IDSS سیستمی آندروجینی است، از فناوری ضربه کم استفاده می‌کند و امکان اتصال و پهلوگیری را فراهم می‌کند.این سیستم از دو اتصال مستقل و آزمایشی پشتیبانی می‌کند و از فناوری‌های اتوماتیک و برای اتصال غیرمترقبه دستی برخوردار است. پس از جفت شدن، رابط IDSS می‌تواند نیرو، داده‌ها، دستورها، هوا، ارتباط را انتقال دهد و در پیاده‌سازی‌های آینده، می‌تواند آب، سوخت، اکسید کننده و فشار را نیز انتقال دهد.
قطر معبر برای انتقال خدمه و محموله ۰٫۸ متر (۳۱ اینچ) است.
IDSS دارای یک روش اتصال ۲ فاز است که از یک سیستم ضبط نرم و ضبط سخت تشکیل شده‌است.

## نقش‌های فعال و غیرفعال در اتصال
در حین عملیات اتصال، یکی از فضاپیماها نقش «فعال» و دیگری نقش «غیرفعال» را بر عهده می‌گیرد. یک پورت IDSS می‌تواند به‌صورت فعال، غیرفعال یا هر دو نقش طراحی شود. برای مثال، پورت‌های موجود در ایستگاه فضایی بین‌المللی به‌صورت غیرفعال هستند، بنابراین فضاپیمایی که قصد اتصال دارد باید نقش فعال را ایفا کند. به‌طور مشابه، پورت‌های فضاپیماهایی مانند دراگن ۲ و استارلاینر به‌صورت فعال طراحی شده‌اند و نیاز است که پورت مقابل نقش غیرفعال را داشته باشد.

## سیستم گیرش نرم (SCS)
در این مرحله، سیستم گیرش نرم فضاپیمای فعال به سمت جلو امتداد می‌یابد، در حالی که سیستم گیرش نرم فضاپیمای غیرفعال در حالت جمع‌شده باقی می‌ماند. هر سیستم گیرش نرم شامل سه پدال است که به‌صورت مساوی در اطراف حلقهٔ اتصال قرار گرفته‌اند. هنگامی که فضاپیماها به یکدیگر نزدیک می‌شوند، این پدال‌ها حلقه‌های اتصال را تراز کرده و به‌صورت مکانیکی قفل می‌کنند.

## سیستم گیرش سخت (HCS)
پس از دستیابی به گیرش نرم، سیستم گیرش سخت فرآیند اتصال نهایی ساختاری را آغاز می‌کند. این سیستم شامل ۱۲ جفت قلاب مکانیکی در هر دو پورت فعال و غیرفعال است. پین‌های راهنما برای اطمینان از تراز دقیق حلقه‌های اتصال استفاده می‌شوند تا قلاب‌ها به‌درستی درگیر شوند. پس از قفل‌شدن کامل قلاب‌ها، اتصالات الکتریکی پورت‌ها می‌توانند انتقال داده را آغاز کنند و فرآیند اتصال کامل می‌شود.

## پیاده‌سازی‌ها
ناسا سیستم اتصال خود NASA Docking System (NDS) را بر اساس استاندارد IDSS توسعه داده است. NDS نسخهٔ عملیاتی IDSS است که در فضاپیماهایی مانند اوریون، دراگن ۲ و استارلاینر استفاده می‌شود. این سیستم امکان اتصال خودکار و دستی را فراهم می‌کند و در ایستگاه فضایی بین‌المللی نیز پیاده‌سازی شده است تا فضاپیماهای مختلف بتوانند به این ایستگاه متصل شوند.

## چشم‌انداز آینده
با پذیرش گسترده IDSS توسط سازمان‌های فضایی مختلف، انتظار می‌رود که این استاندارد به‌عنوان پایه‌ای برای مأموریت‌های فضایی آینده و همکاری‌های بین‌المللی در فضا عمل کند. این استاندارد نه‌تنها عملیات اتصال را ساده‌تر می‌کند، بلکه ایمنی را افزایش داده و امکان نجات خدمه را در مواقع اضطراری فراهم می‌کند.